# アモーリー1世 (エルサレム王)

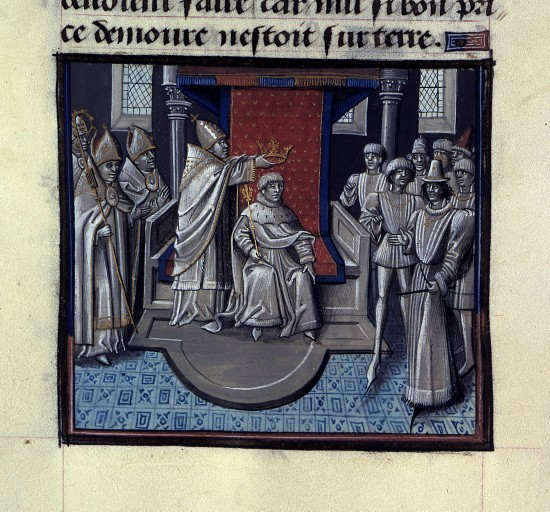
アモーリー1世の戴冠。15世紀の写本より。

アモーリー1世（アモーリー1せい、Amalric I, Amaury Iとも、1136年 - 1174年7月11日）は6代目のエルサレム国王（在位：1163年 - 1174年）である。フルクとメリザンド夫妻の子で先王ボードゥアン3世の弟であり、次代の国王ボードゥアン4世の父である。

## 生涯

### 第一次エジプト遠征
兄ボードゥアン3世の死に伴って26歳で王位に上ったアモーリーはエジプトの征服を目論んだ。というのも、エジプトを支配するファーティマ朝は当時宰相たちの権力争いで混乱しており、このために宰相たちは1160年以来エルサレム国王に貢納金を支払っていたからだ。そこで、宰相シャーワルが権力闘争に敗れてシリアに落ち延びたことによるエジプト内での混乱を見越してアモーリーは6万ディナールの貢納金が期限までに支払われていなかったことを口実とし、1163年にエジプトに侵攻した。シナイ半島を横断したエルサレム軍は、当時ナイル沿岸にあった町ビルバイスを囲んだ。守備側は包囲が行われた9月がナイル川の増水期であることを利用し、何箇所か堤を切ってエルサレム軍を水攻めにした。このため、アモーリーは撤退を強いられ、最初のエジプト遠征は失敗に終わった。

### 第二次エジプト遠征
この事件でアモーリーのエジプトへの野心を知ったヌールッディーンもまた、全イスラムの支配者となるべくエジプトを得ようと目論んだ。そこでヌールッディーンは配下の武将シールクーフを派遣し、エジプトへの干渉を行った。1164年4月、シールクーフのエジプト進軍に際して敵の注意を引くためにヌールッディーンがパレスティナ北部で牽制作戦を行っている間、シャーワルを伴ったシールクーフ軍2000騎が敵に見つかるのを避けつつ、エジプトに入った。4月24日、シールクーフはビルバイスを奪い、5月1日にはカイロの城壁の下に陣を張った。シャーワルを追い出した宰相ディルガームは混乱の中殺され、シャーワルが宰相に復権した。
しかし、一旦復帰するやシャーワルはヌールッディーンとの約束（遠征の戦費を全額支払い、ヌールッディーンの宗主権を認め、貢納金を支払う）を破ってシールクーフに即刻の退去を求めた。そして、シールクーフを討つべくエルサレムに特使を送り、アモーリーに援軍を要請した。これを受け、同年7月にアモーリーは再びエジプトへと遠征し、シールクーフの篭るビルバイスを包囲した。包囲は数週間に及び、シャーワルからも攻め立てられたシールクーフの状況は絶望的になった。これを知るとヌールッディーンはアモーリーをエジプトから撤退させるためにアンティオキア公国領のハリームの城を攻めてこれを落とし、国王不在中のエルサレム王国の国事を委ねられていたアンティオキア公ボエモン3世とトリポリ伯レーモン3世を捕虜とした。この報を受けるや背後を脅かされたアモーリーは撤退を余儀なくされた。何度かの折衝の後、アモーリーとシールクーフは同時にエジプトを去ることで妥協し、アモーリーは10月末にエジプトを去った。アモーリーはこの遠征でエジプトがヌールッディーンの手に落ちるのを防ぐことに成功した。しかし、一番の勝者は、シールクーフを使って権力の座に返り咲き、アモーリーを使ってシールクーフを撤退させてヌールッディーンの影響力を排除したシャーワルだった。

### 第三次エジプト遠征
シャーワルはシールクーフの再来を恐れてアモーリーと相互援助条約を結んだ。シャーワルの心配は杞憂とはならず、シールクーフは二度目の侵攻準備を行っていた。これを受けてシャーワルはアモーリーに援軍派遣を依頼し、再びアモーリーとシールクーフは矛を交えることになった。1167年初頭、両者はエジプトへと進撃し、先に着いたのはアモーリーだった。彼はシャーワルの軍と共にカイロの前面でシールクーフを待ち構えた。しかしシールクーフはアモーリーの裏をかいた。彼はカイロの南へと向かい、ナイルを渡り、北上した。そしてナイルを挟んでカイロの西に、シールクーフはギザのピラミッドのそばに布陣した。この時シールクーフはシャーワルに力を合わせてアモーリーを倒そうと提案したが、シャーワルはそれを拒絶したばかりではなく、エルサレム王国への朝貢を含む正式な同盟を結びさえした。その後、エルサレム・エジプト連合軍は南に移動していたシールクーフをナイルを渡って撃破しようと追った。しかし、3月18日のアル・バーバイン近郊で起こった戦闘でエルサレム・エジプト連合軍は敗退し、カイロに戻った。カイロに残していた主力を率いて再び南下しようとした時、アモーリーは敵がエジプト最大の都市アレクサンドリアを奪取したという知らせを受けた。敵のこの電撃的な作戦行動に驚きつつも、アモーリーとシャーワルはアレクサンドリアに向かい、同市を包囲した。町では食料が足りなかったために一ヶ月足らずで市内は食糧不足に陥ったが、シールクーフはアレクサンドリアを同行していた甥のサラディンに任せて夜に町を脱出し、上エジプトへと向った。その地でシールクーフは農民を味方につけて反シャーワルの蜂起を組織した後、カイロへと向かった彼はアモーリーに講和を打診し、長期戦を嫌ったアモーリーもまたそれに応じ、和議が成った。アレクサンドリアの包囲は解かれ、1167年8月、両軍は再び帰国した。この遠征はエジプトとの正式な同盟、エジプトの10万ディナールの朝貢、フランク軍のカイロ常駐という成果をエルサレム王国にもたらした。しかし、アモーリーはこれだけでは満足していなかった。

### 第四次エジプト遠征
しかし、10万ディナールという多額の貢納とアモーリーの残した駐留部隊（貢納取立てのフランク官僚を保護するため）のおかげでエジプトでは反フランク、親ヌールッディーン感情がくすぶりはじめた。この不穏な空気を感じ取ったエジプトのフランク人たちはアモーリーに助けを求めた。これを受け、1168年10月、エジプト征服を胸にアモーリーはエジプトへの四度目の遠征を敢行する。彼はエジプトはヌールッディーンの助けなしに自身の敵ではないと知っていたからだ。しかし、前回の同盟の立役者だったテンプル騎士団はせっかくの同盟をぶち壊すこの遠征に反対し、その進言が受け入れられぬと知ると遠征への不参加を表明した。これとは対照的に聖ヨハネ騎士団はこの遠征に賛同し、大兵力を投入した。
エジプトに侵入したエルサレム軍はビルバイスを落とし、住民を虐殺した。この虐殺はアモーリーにとって最悪の結果を生んだ。この事件はカイロの親フランクのエジプト人にさえアモーリーに対する徹底抗戦を決意させ、シャーワルは町を明け渡すぐらいなら破壊すると言わんばかりにカイロの旧市街地に火を放たせた。
シャーワルはヌールッディーンの介入なしでアモーリーに撤退を説得しようとしたが、カリフのアル・アーディド自身がヌールッディーンに対して救援を求める手紙を送った。これを受け、ヌールッディーンは三度シールクーフを派遣する。しかし、今回はアモーリーとシールクーフの対決は起こらない。カイロに火を放ったカイロ市民の決意に驚き、ヌールッディーンに背後を突かれるのを恐れ、1169年1月2日にアモーリーは撤退した。シールクーフが到着したのはそれから6日後だった。
この件で影響力を失ったシャーワルは殺され、代わりにサラディンがエジプトの宰相に就任した。この遠征の失敗でアモーリーはヌールッディーンの介入とシールクーフ・サラディンの影響力の増大を許し（そしてこれは後にサラディンによるアイユーブ朝の樹立に繋がる）、（これまではファーティマ朝とヌールッディーン政権は宗派の違いから対立していたが）エジプトとシリアから挟まれる形になった。さらに、アモーリーはエジプトとの同盟と朝貢という前回での成果の全てをも失った。

### 第五次エジプト遠征と死
1169年10月、アモーリーは五度目にして最後のエジプト遠征を行った。彼はダミエッタを奪おうとしたが、サラディンによって撃退された。1174年7月11日、シチリア王国の海軍の支援を受けてのエジプト遠征を準備中にアモーリーは赤痢にかかって38歳で死んだ。エルサレム国王の地位は13歳の息子ボードゥアン4世に引き継がれた。

## 人物
アラブ人からはモッリと呼ばれたアモーリーは「御しがたい野心の持ち主」であった。この「フランクの王は英知よりも血気に富み、そして、長身と豊かな髪に恵まれているのに、かんじんの威厳に欠けていた。肩幅が異常に狭く、長くて騒々しい笑いの発作をよく起こして側近たちを悩ませたし、とくに吃音がひどくて、他人との意思の疎通がままならなかった。ただ、エジプトの征服という、彼を駆り立ててやまぬ執念と、飽くことなきその追求とが、モッリをひとかどの人物に仕上げる」。
また、ヌールッディーンの敬虔な君主であるという宣伝に影響され、自らも「宗教上の勉学に励み、正義に心を配る、真面目で、敬虔な人物であるとのイメージを広めようとしていた」ともいう。

## 子女
1157年、エデッサ伯ジョスラン2世の娘アニェス・ド・クルトネーと結婚したが、1162年婚姻無効とされた。アニェスはその後ユーグ・ディブラン（イブラン家）と、さらにシドン領主ルノーと結婚した。
- シビーユ（1160年頃 - 1190年） エルサレム女王（1186年 - 1190年）
- ボードゥアン4世（1161年 - 1185年） エルサレム国王（1174年 - 1185年）

1167年、東ローマ皇帝マヌエル1世コムネノスの甥ヨハネス・ドゥーカス・コムネノスの娘マリア・コムネナと結婚した。マリアはアモーリーの死後バリアン・ディブラン（ユーグの弟）と結婚した。
- イザベル1世（1172年 - 1205年） エルサレム女王（1192年 - 1205年）